# 愛知県道176号若宮江南線
愛知県道176号若宮江南線（あいちけんどう176ごう わかみやこうなんせん）は、愛知県犬山市から愛知県江南市に至る一般県道である。

## 概要

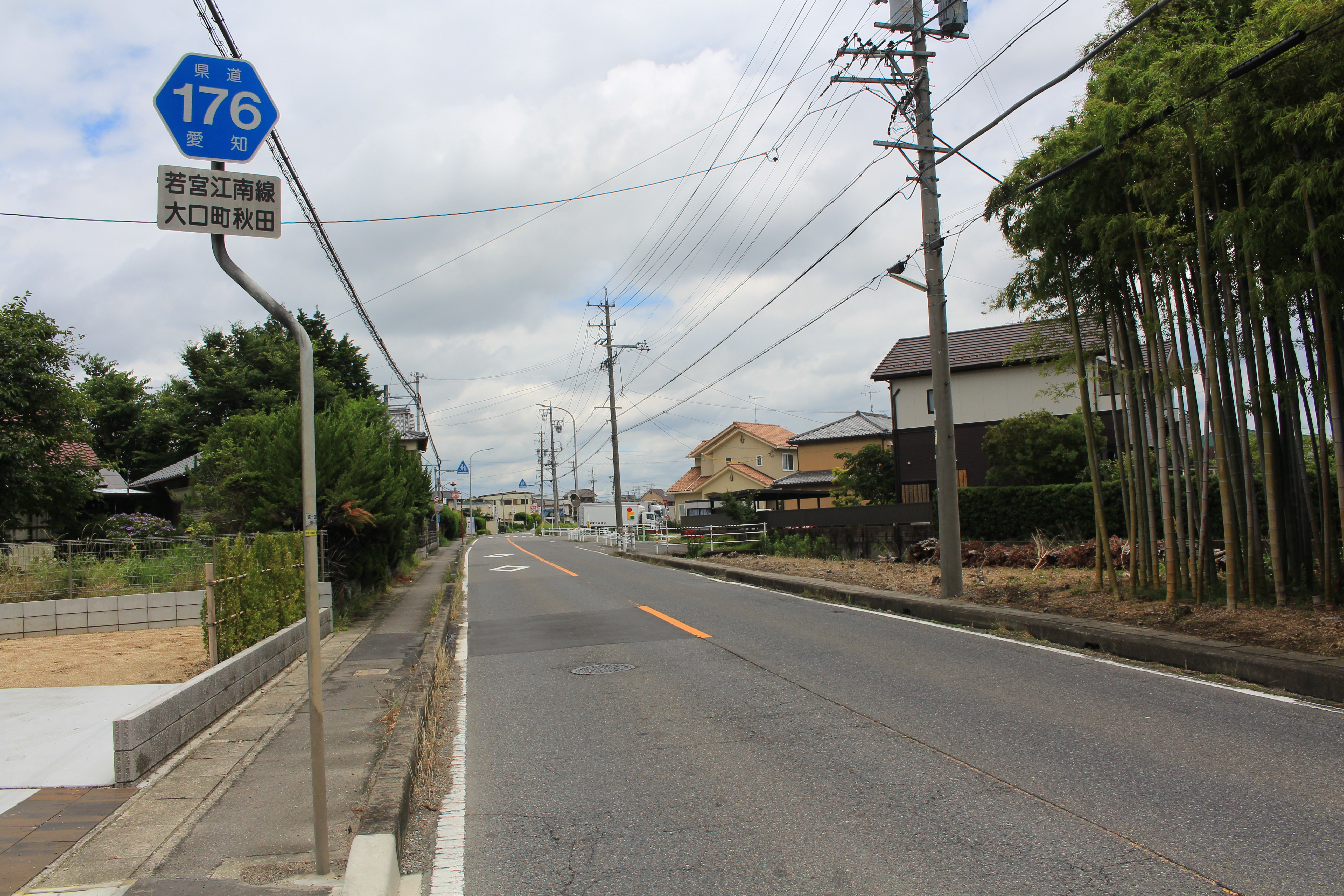
愛知県道176号若宮江南線、丹羽郡大口町秋田にて

### 路線データ
- 起点：愛知県犬山市（若宮交差点：愛知県道27号春日井各務原線交点）
- 終点：愛知県江南市木賀町

## 沿革
- 1959年12月15日：認定

## 地理

### 通過する自治体
- 愛知県
  - 犬山市 - 丹羽郡大口町 - 江南市

### 交差する道路
- 愛知県道27号春日井各務原線（木曽街道）、愛知県道102号名古屋犬山線（木曽街道）、愛知県道177号大県神社線（若宮交差点）
- 愛知県道158号小口名古屋線（外坪交差点）
- 国道41号（名濃バイパス）（新宮2丁目交差点）
- 愛知県道159号外坪扶桑線（新宮2丁目交差点西方）
- 愛知県道179号宮後小牧線（秋田1丁目交差点・秋田3丁目交差点間で重複）
- 愛知県道157号小口岩倉線（柳街道）（堀尾跡・天王町交差点間で重複）
- 愛知県道172号西之島江南線
- 愛知県道175号江南木曽川線（木賀交差点）

### 沿線
- 名鉄小牧線 楽田駅
- 犬山工業団地
  - お菓子の城
- 大口町保健センター
- 大口町役場
- MEGAドン・キホーテUNY大口店
- ヨシヅヤ大口店